# Doubledays kolibrie
Doubledays kolibrie (Cynanthus doubledayi) is een vogel uit de familie Trochilidae en de geslachtengroep van de Trochilini (briljantkolibries). De vogel is genoemd naar de Engelse entomoloog en ornitholoog Henry Doubleday.

## Verspreiding en leefgebied
Deze soort is endemisch in zuidelijk Mexico.